# Tréal

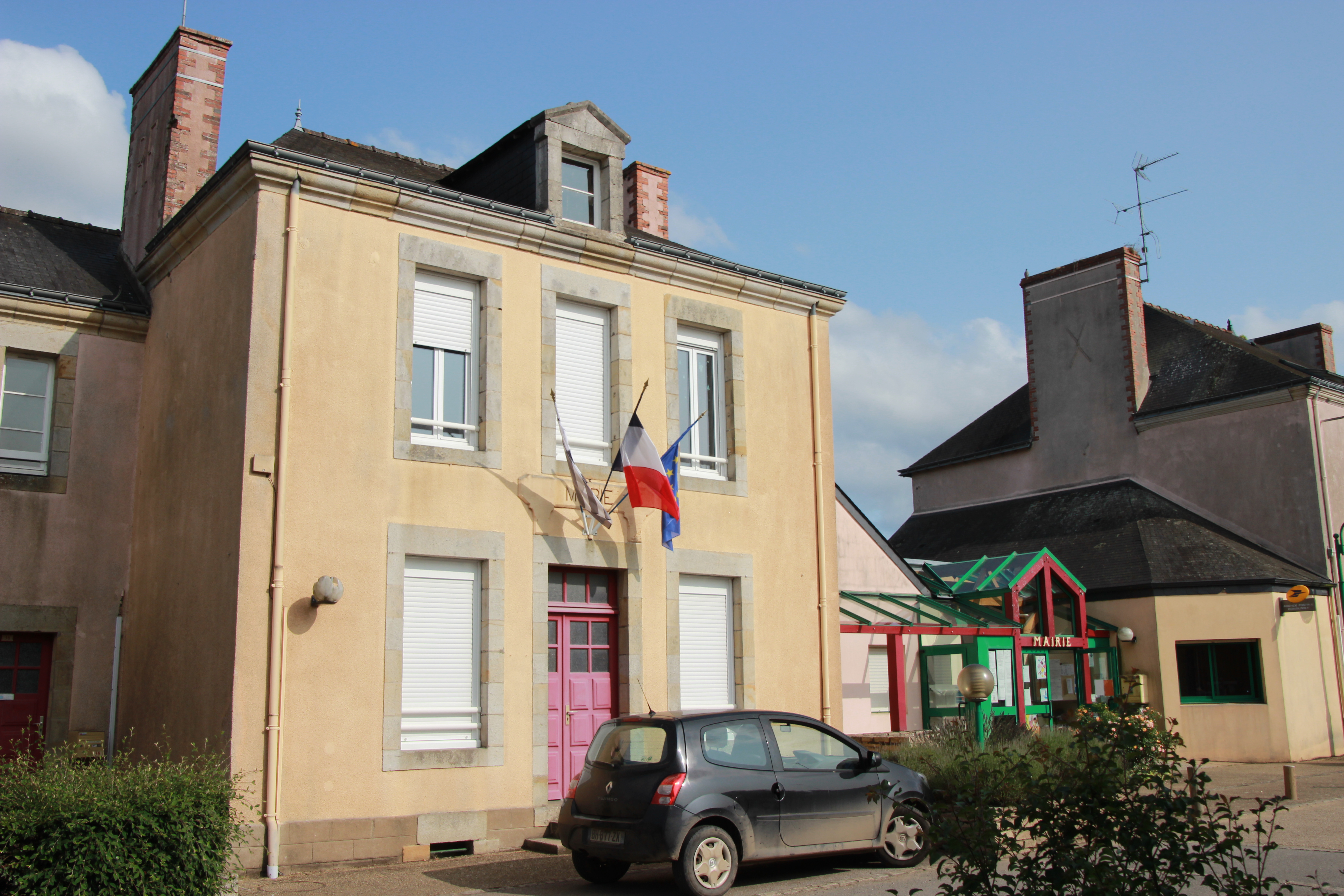
Mairie (Rathaus)

Tréal (Gallo Teréau, bretonisch Treal) ist eine französische Gemeinde mit 679 Einwohnern (Stand 1. Januar 2022) im Département Morbihan in der Region Bretagne. Sie gehört zum Gemeindeverband De l’Oust à Brocéliande Communauté. Tréal gehört zu den Gemeinden in der Bretagne, in denen Gallo gesprochen wurde.

## Geographie
Tréal liegt rund 23 Kilometer nordwestlich von Redon im Osten des Départements Morbihan. An der östlichen Gemeindegrenze verläuft der Fluss Rahun. Nachbargemeinden sind Réminiac im Norden, Carentoir im Osten, Saint-Nicolas-du-Tertre im Süden sowie Ruffiac im Westen.

## Bevölkerungsentwicklung
| Jahr                       | 1962 | 1968 | 1975 | 1982 | 1990 | 1999 | 2006 | 2012 | 2019 |
| Einwohner                  | 813  | 714  | 639  | 641  | 634  | 672  | 662  | 654  | 640  |
| Quellen: Cassini und INSEE |      |      |      |      |      |      |      |      |      |

## Sehenswürdigkeiten
- Schloss Pré-Clos (auch Préclos)
- Herrenhaus Manoir de la Guichardaye aus dem 16.–18. Jahrhundert
- Kirche Sainte-Zéphirine (1884–1889 erbaut)
- Kapelle Saint-Cornély aus dem 15. Jahrhundert
- Kapelle Notre-Dame de Bonne Rencontre in Le Boher aus dem 18. Jahrhundert
- Wegkreuz Croix de Saint-Fiacre in Coiqueneuc
- Wegkreuz in Le Cleu
- Zwei Kalvarienberge im Dorf Quelneuc
- Mühle Bonne-Rencontre in Carrefour de Bonne-Rencontre

Quelle:

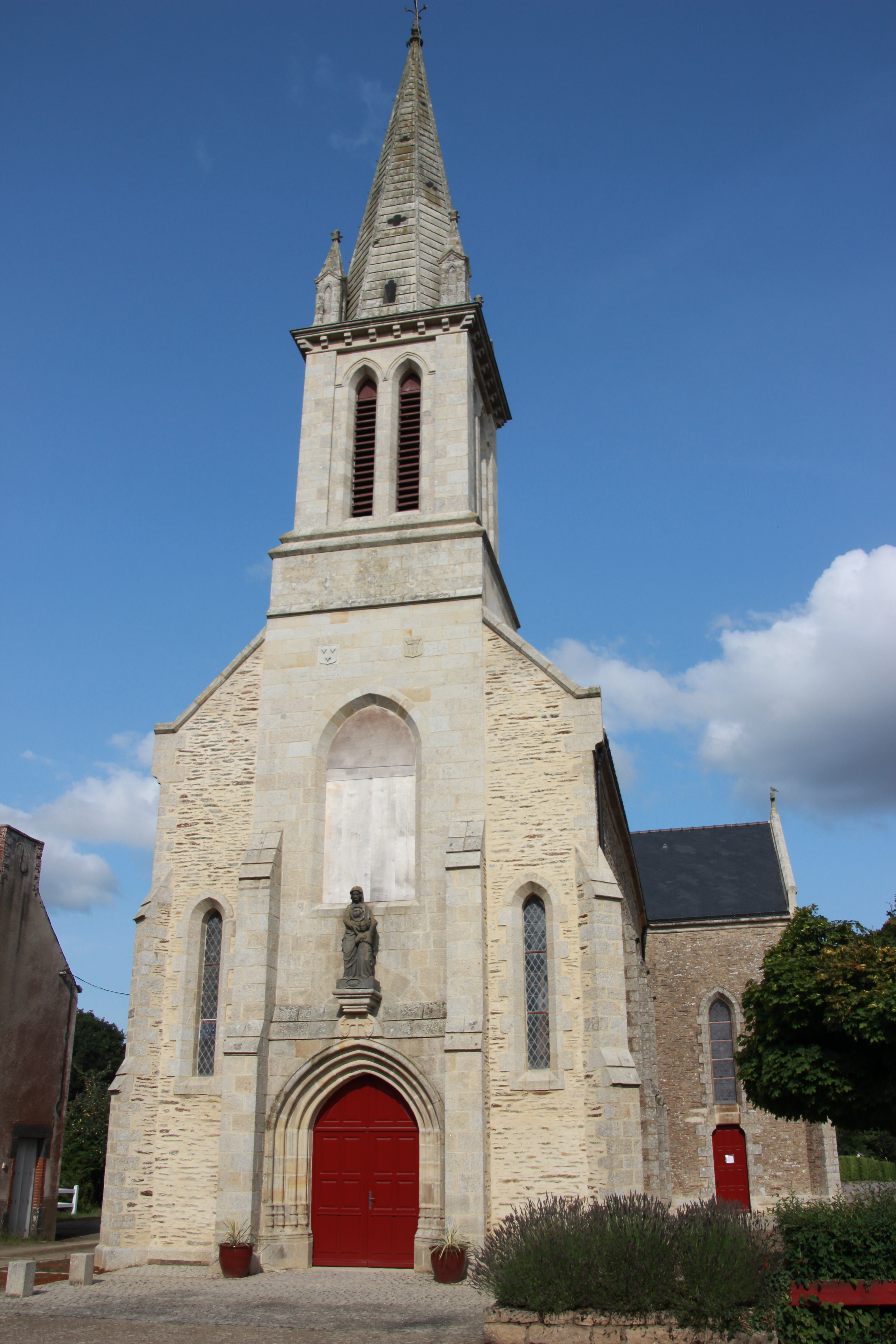
Kirche Sainte-Zéphirine
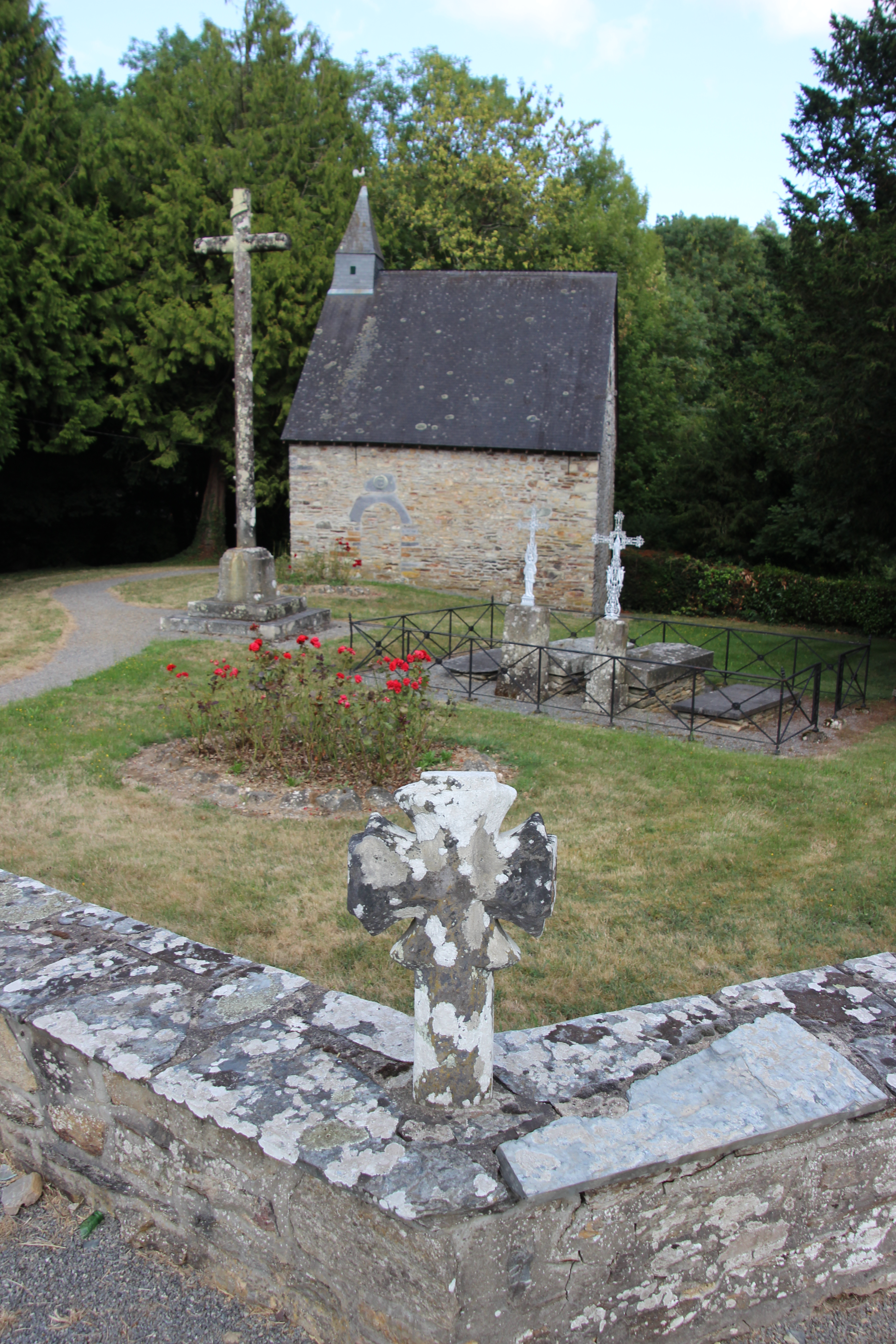
Kapelle Saint-Cornély